# Gare de Port Henry
La  gare de Port Henry est une gare ferroviaire des États-Unis située à Port Henry dans l'État de New York; elle est desservie par l'Adirondack d'Amtrak, train circulant entre Montréal et New York.

## Histoire
La gare est construite en 1888 par la Delaware and Hudson Railway.

## Service des voyageurs

### Desserte
Elle est desservie par une liaison longue-distance Amtrak :
- L'Adirondack: Montréal - New York